# くまぴあ
くまぴあ は、埼玉県熊谷市にある「熊谷市スポーツ・文化村」の愛称。熊谷の「くま」と、仲間という意味の「peer（ピア）」からの造語。人工芝グラウンドは、全国高等学校選抜ラグビーフットボール大会でも使用される。

## 住所
埼玉県熊谷市原島315番地
アクセス：熊谷駅から、朝日自動車バス「テレビ熊谷」下車、徒歩9分。

## 施設
出典：
- 人工芝グラウンド
- 多目的グラウンド（土）
- テニスコート
- 体育館
- 柔剣道場
- 卓球場
- 総合管理棟（親子ふれあいルーム、音楽・演劇練習室（防音）、パソコン学習室、多目的ルームなど）
- 練習棟（料理講習室、練習室（防音）、多目的ルームなど）
- 創作展示棟（平和資料展示室、熊谷伝統産業伝承室、出土遺物展示室、創作ルーム、作品展示室など）
- 宿泊棟（宿泊室、レストラン）

## 概要
1963年（昭和38年）から2008年（平成20年）まで存在した、熊谷市立女子高等学校の跡地を利用。
2013年（平成25年）4月～5月、愛称を公募。
2013年（平成25年）10月1日、開設。